# Deaf Smith
Erastus « Deaf » Smith, né le 19 avril 1787 et mort le 30 novembre 1837, est un pionnier américain connu pour son rôle dans la révolution du Texas et de l'armée de la république du Texas. Il a combattu lors de la bataille de San Jacinto. Après la guerre, Deaf Smith a dirigé une compagnie de Texas Rangers.

## Biographie
Erastus Smith est né dans le comté de Dutchess dans l'état de New York. Il était le fils de Chilab et Mary Smith. En 1798, sa famille s'installe près de Natchez dans le Mississippi, où la centrale nucléaire de Grand Gulf se trouve actuellement. Il est venu au Texas en 1821 pour raisons de santé, mais il revient à Natchez en 1822. Son état de santé apparemment s'est amélioré, sauf pour une perte partielle de l'ouïe, d'où le surnom de « Deaf » Smith signifiant « sourd ». Smith, également connu sous le surnom espagnol « El Sordo », est apparu dans de nombreuses régions du Mexique au Texas et a participé à la plupart des actions importantes liées au développement de la région à la fois au Mexique et au cours de l'évolution de l'indépendance.

## Famille
En 1822, Smith a épousé Guadalupe Ruiz Duran à Tejana. Le couple a eu quatre enfants, Susan Concepcion (née le 15 août 1823 et décédée le 22 janvier 1849), Gertrude (née en 1825), Travis (né en 1827 et décédé en 1833 à la suite de l'épidémie de choléra) et Simona (née le 28 octobre 1829 et décédée le 11 novembre 1890). 
Susan C. Smith a épousé en 1839 Nathaniel Fisk (né le 4 septembre 1815 et décédé le 5 avril 1876). Après sa mort, Fisk a épousé sa sœur Simona Smith le 1er août 1849. 
Guadalupe Ruiz Duran Smith était la fille de Salvador « Bernardino » Ruiz de Castaneda et Maria Ignacia Robleau. La famille Ruiz de Castaneda était de San Luis de la Paz, Querétaro, Nouvelle-Espagne. Salvador était un marchand de chevaux en Louisiane venu s'installer à San Antonio. Maria Ygnacia est née en Louisiane. Son père, Pierre Robleau, a dit avoir été un réfugié politique depuis la France ou le Canada, tandis que sa mère Maria Isidora de Cepeda était la fille d'un soldat espagnol.

## Armée texane

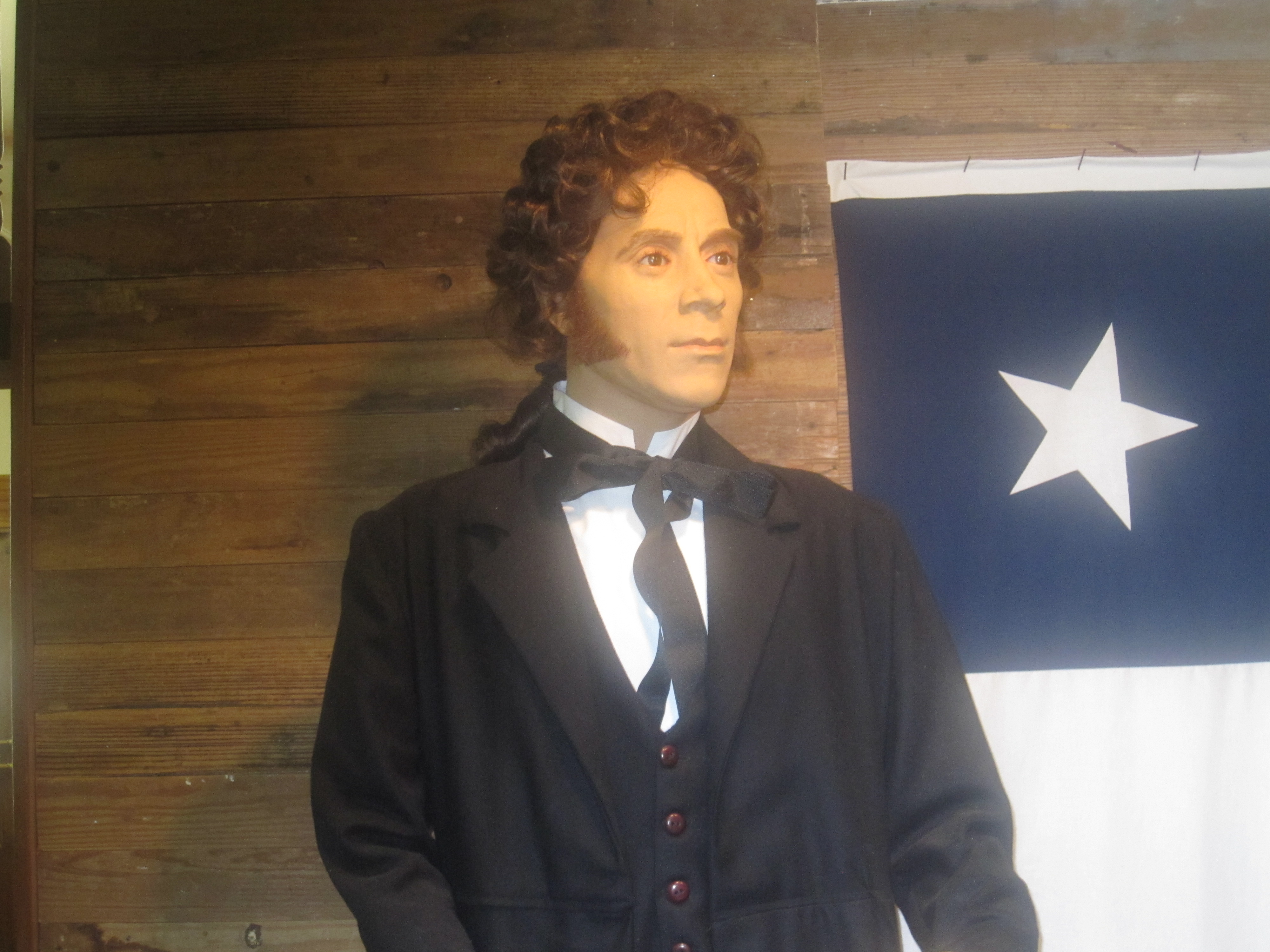
Deaf Smith comme il apparaît à la County Heritage Museum Childress à Childress, Texas

Même si de nombreux colons du Texas ont formé une armée et marché sur San Antonio de Bexar, Smith pense initialement rester neutre. Il change d'avis après que l'armée texane, dirigée par Stephen F. Austin, a mis le siège devant Bexar. L'armée mexicaine augmente la sécurité dans la ville, et refuse de permettre à Smith et Arnold de retourner dans leurs foyers. Smith, indigné, rejoint immédiatement l'armée texane. Il écrit à Austin : « Je vous ai dit hier que je ne voudrais pas prendre parti dans cette guerre, mais, Monsieur, je vous offre maintenant mes services »
Sa collecte de renseignements est cruciale à la bataille de Concepcion. En octobre 1835, il dirige des troupes à San Antonio dans le siège et de la bataille de Bexar où il est blessé au sommet de la Veramendi House alors que Ben Milam est tué. Après l'évacuation des troupes de San Antonio dans le dernier engagement, il déménage avec sa famille à Columbia. À Alamo, il sert de courrier à William Barret Travis et porte sa lettre le 15 février 1836. Il rencontre le général Sam Houston à Gonzales après la signature de la Déclaration d'Indépendance du Texas à Washington-on-the-Brazos. De retour à Bexar, Houston s'appuie sur Smith pour déterminer le sort de la garnison d'Alamo. Il rencontre et escorte Mme Almeron Dickinson pour rendre compte au général Houston à Gonzales en ce qui concerne le sort des défenseurs d'Alamo.

## La cavalerie
À Gonzales, Smith est affecté au poste de capitaine de cavalerie pour la Compagnie du 1er Régiment des Volontaires et est placé à la tête des nouvelles recrues. Après la bataille de San Jacinto avec de petits groupes de volontaires de l'unité de cavalerie et parfois d'autres unités, les missions spéciales sont des succès presque continuellement. 
À Harrisburg, il capture un courrier mexicain avec des dépêches révélant la force et la position de l'armée d'Antonio López. Le 21 avril, avant la bataille de San Jacinto, lui et ses hommes détruisent le Vince's Bridge, seul accès au théâtre des combats, coupant donc la retraite et l'arrivée de renforts pour les deux armées. Il rejoint son unité pour participer à la bataille principale. Il capture le général Cos, qui s'était échappé de la bataille principale.

## Laredo (Texas)
Après la bataille de San Jacinto, Deaf Smith retourne à Columbia et déménage ensuite à Richmond. Peu de temps avant sa mort, Smith mobilise une compagnie près de ce qui est maintenant l'aéroport international de Laredo à Laredo, contre une force mexicaine supérieure en nombre. Deux des hommes de Smith sont blessés, dix Mexicains sont tués et dix autres blessés. Smith capture aussi quarante chevaux. Cet incident se produit près d'un an après que le général Lopez de Santa Anna se soit rendu au Comté de San Jacinto (Texas) au général Sam Houston. Smith ne montre ensuite pas plus de résistance contre les Mexicains, et il guide les Texans pour le retour à San Antonio.

## Mort
Deaf Smith est enterré dans un cimetière de l'église épiscopale des États-Unis. Sa veuve a choisi leur ancien foyer de Granado, à l'angle sud-est de Main Plaza et Commerce Street à San Antonio. Smith a également reçu des terres pour les services rendus à la république du Texas. Sa veuve retourne à San Antonio et y meurt le 1er mai 1849, elle est enterrée au cimetière catholique.

## Sources

### Livres
- "La bataille de San Jacinto" Un moment marquant de l'histoire du Texas.
- "Filles de la République du Texas, Muster Rolls de la révolution du Texas" (Austin, 1986).
- "Joseph Milton Nance, attaque et contre-attaque: La frontière Texas-Mexique, 1842 (University of Texas Press, 1964).
- "Les Écrits de Sam Houston, 1813-1863" (University of Texas Press, 1938).
- Monument à Erastus "Deaf" Smith, parc d'État international du lac Casa Blanca, Laredo, Texas, 1936.